# Skellefteå tingslag
Skellefteå tingslag var ett tingslag i Västerbottens län i norra Västerbotten. Tingslagets område är beläget inom nuvarande Skellefteå kommun i Västerbottens län. År 1934 hade tingslaget 47 371 invånare på en yta av 4 613 km², varav land 4 451. Tingsställen var Sunnanå, till 1896, och Skellefteå samt i slutet av 1600-talet Storkåge.
Tingslaget omfattade ursprungligen bara Skellefteå socken och utökades med fler socknar men ej till ytan när utbrytningar av socknar ur denna skedde. 1877 överfördes Norsjö socken till Malå och Norsjö tingslag. 1971 upplöstes tingslaget och övergick till Skellefteå domsaga.
Tingslaget hörde till 1820 till Västerbottens södra kontrakts domsaga, mellan 1820 och 1967 till Västerbottens norra domsaga, från 1967 till Skellefteå domsaga som även omfattade Norsjö och Malå tingslag.

## Socknar
Skellefteå tingslag omfattade följande socknar: 
- Skellefteå socken
- Norsjö socken från 1834 till 1877
- Byske socken från 1874
- Jörns socken från 1892
- Bureå socken från 1914

Skellefteå stad hade egen jurisdiktion med rådhusrätt från 1 juli 1879 till 1967 då den kom att ingå i detta tingslag.